# شاطئ الزجاج (فورت براغ)
شاطئ الزجاج (بالإنجليزية: Glass Beach)‏ يقع ضمن حديقة ماكريكر بارك العامة بالقرب من فورت براغ، كاليفورنيا. وقد تكون هذا الشاطئ من دفن النفايات  بعد الحرب العالمية الثانية إلى أن أوقفت الحكومة ذلك، وبمرور الوقت أدت الأمواج إلى تآكل البقايا الزجاجية للنفايات وانتشرت على سطح الشاطئ ليصبح مظهراً جذاباً.

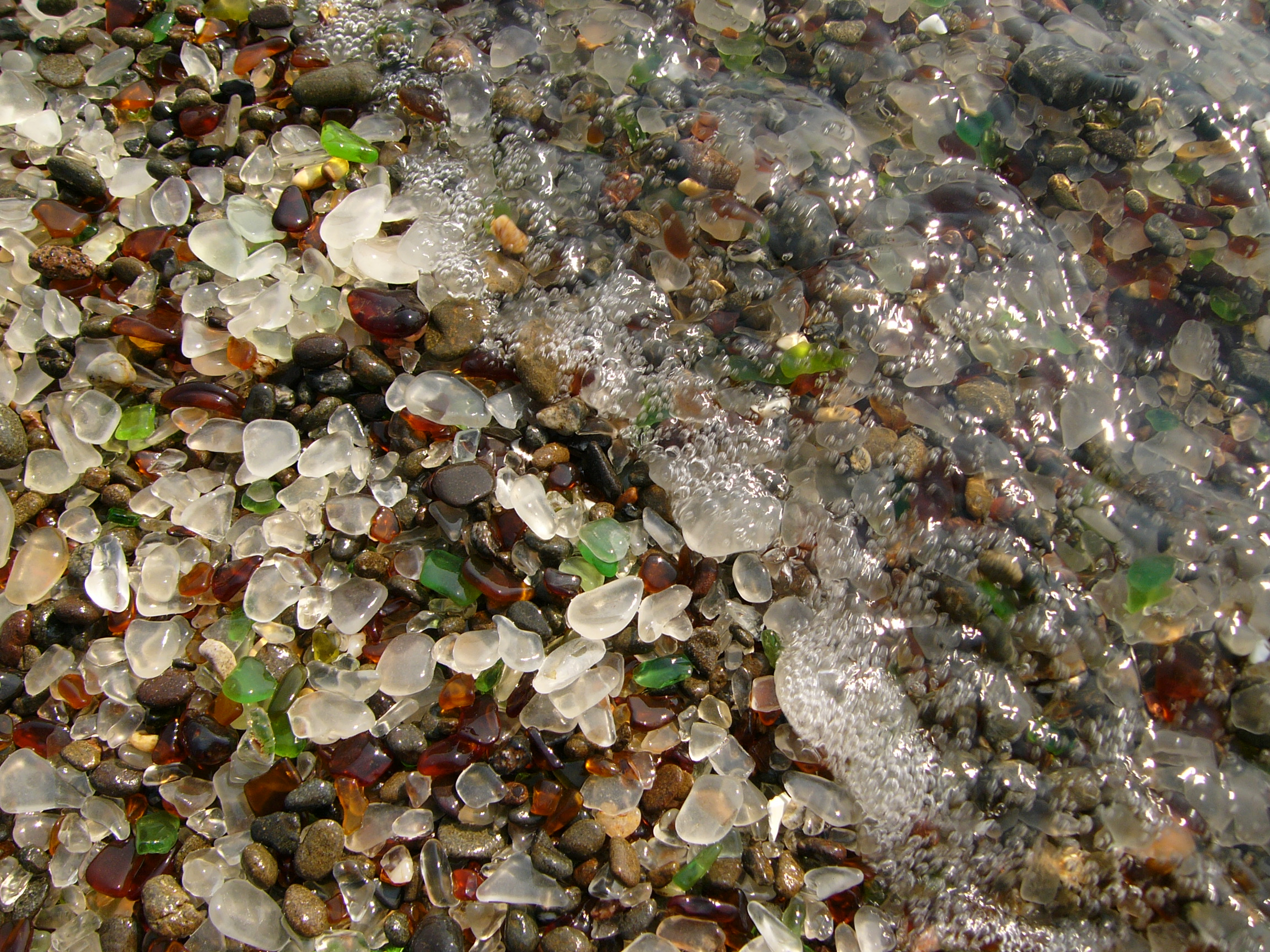
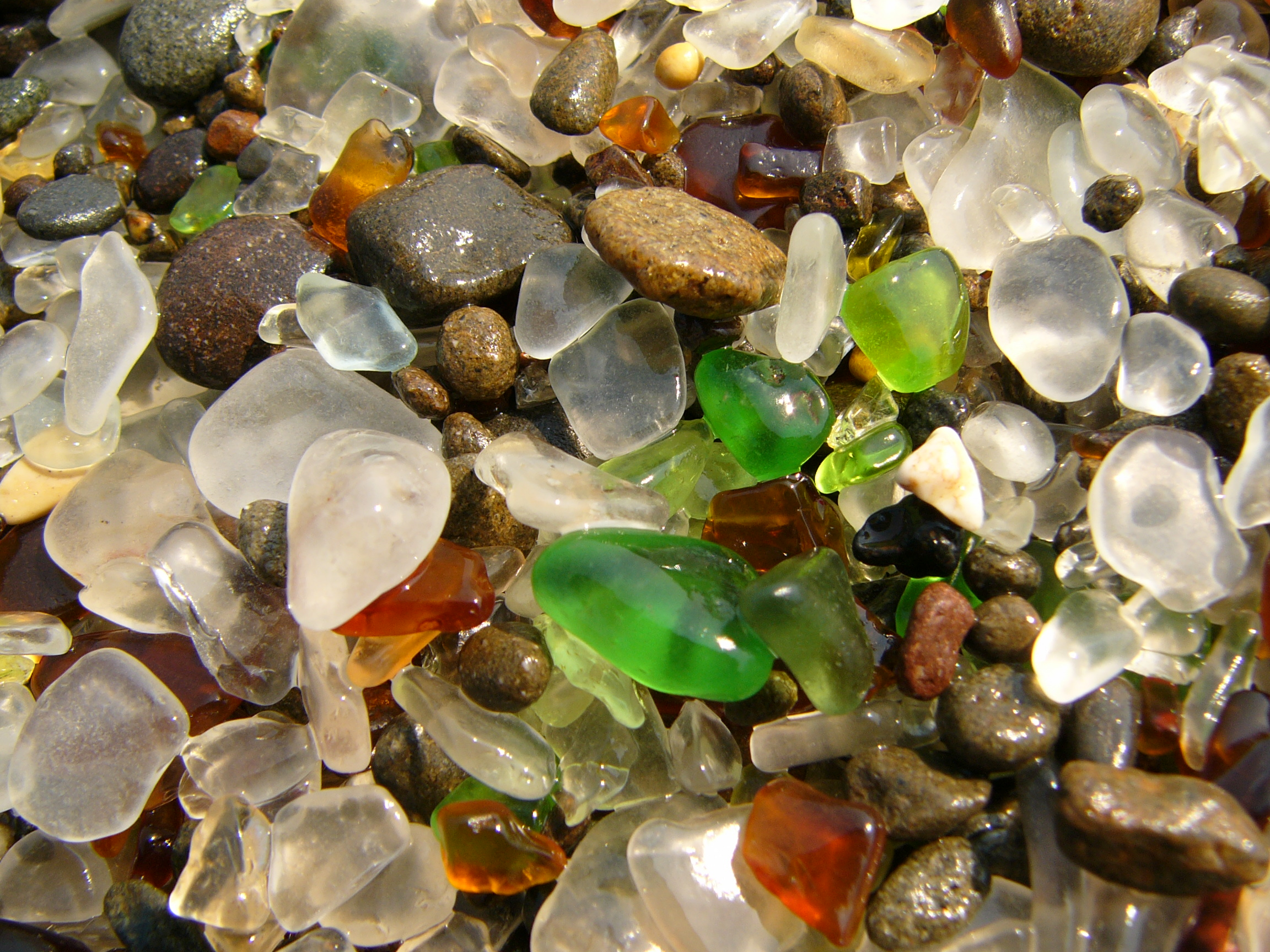
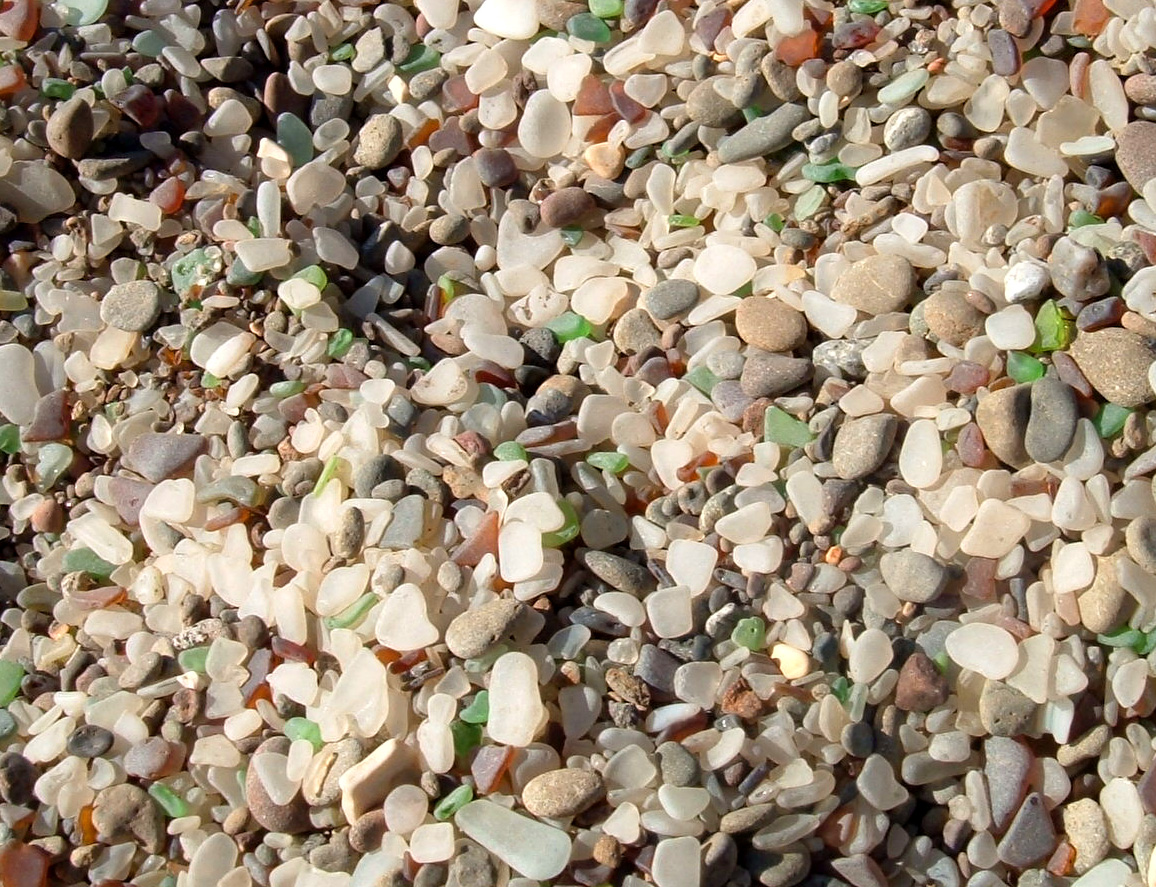
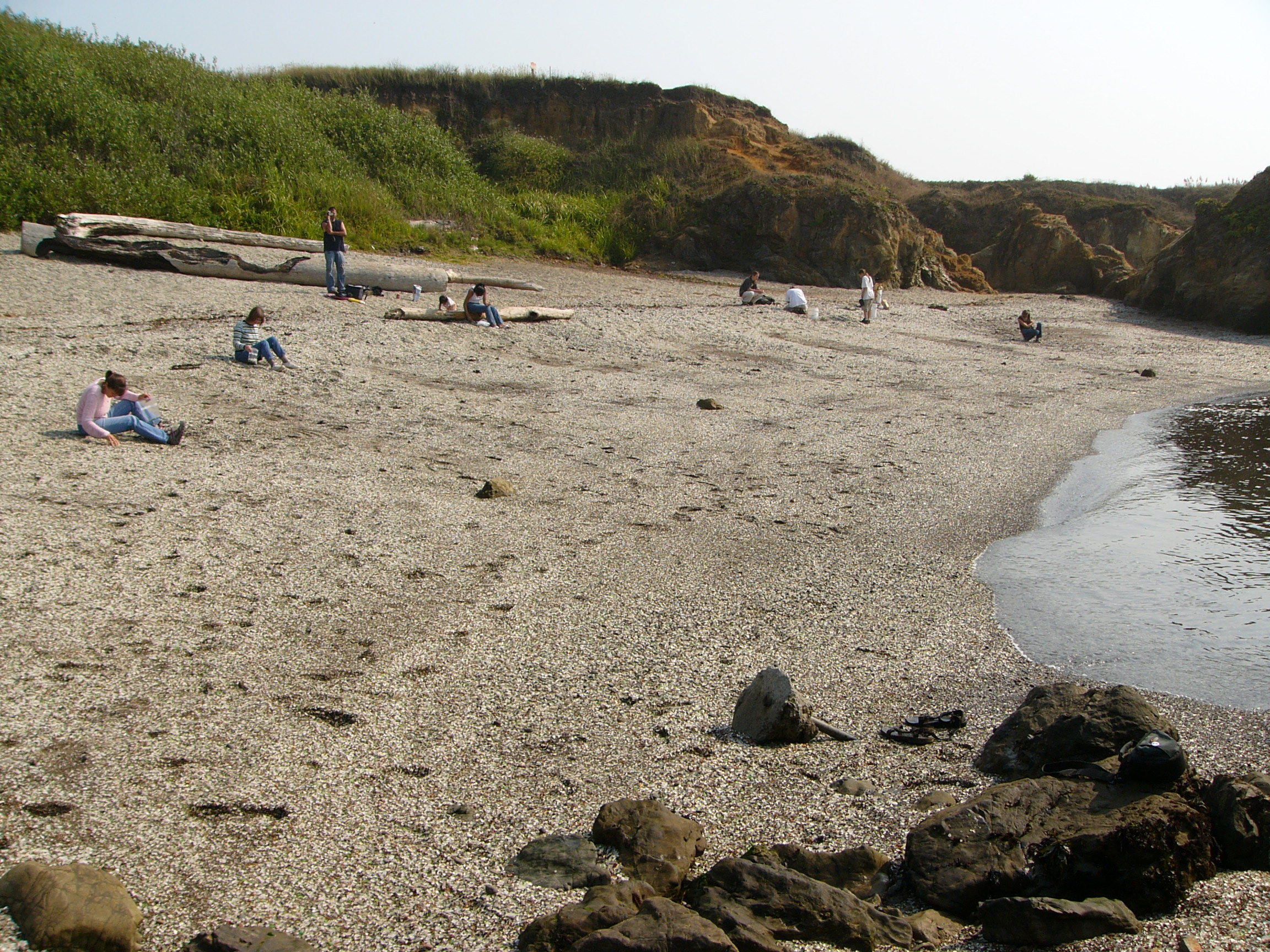